# طوطی آویزان بهاری
طوطی آویزان بهاری یا طوطی معلق (Loriculus vernalis) طوطی کوچکی است که در شبه قاره هند و برخی دیگر از مناطق جنوب شرقی آسیا زندگی می‌کند. عمدتاً به دلیل در دسترس بودن میوه، دانه‌ها، جوانه‌ها و شکوفه‌ها تغذیه می‌کند. آنها به درخت انجیر هندی برای میوه و درختان چنار برای شهد گلها مراجعه می‌کنند.

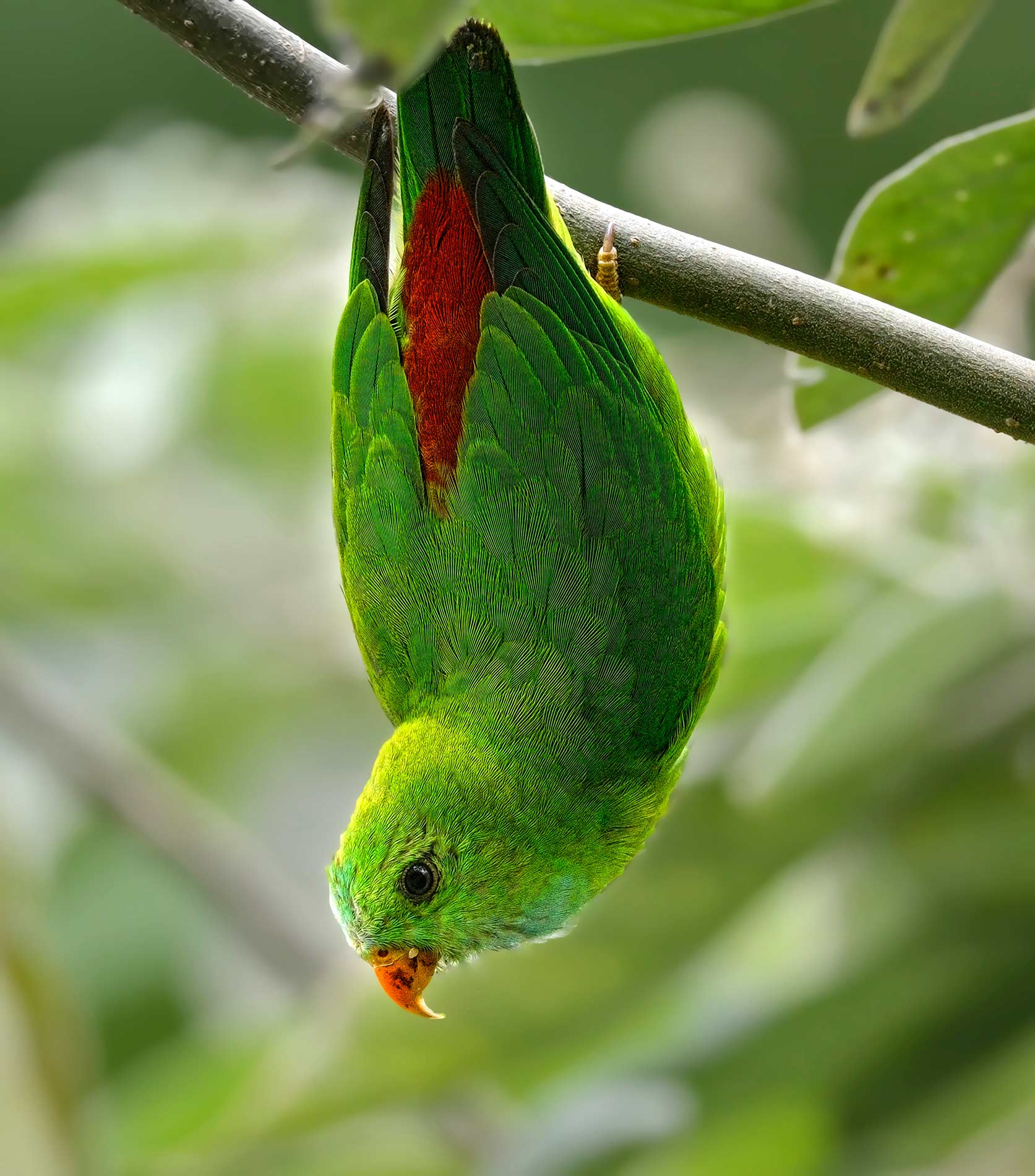
طوطی معلق، در کونکان، ماهاراشترا، هند

این پرنده یک طوطی آویزان کوچک و عمدتاً سبز رنگ است که تنها ۱۴ سانتی‌متر طول و یک دم کوتاه دارد. نر بالغ دارای دنده و منقار قرمز و لکه گلو آبی است. ماده دارای لکه سبز است. طوطی آویزان بهاری پرنده ای از جنگل‌های خشک و پرورشی است. در سوراخ درختان لانه می‌کند و ۲–۴ تخم سفید می‌گذارد. پرندگان نابالغ کفل کدرتری دارند و فاقد گلو هستند. طوطی آویزان بهاری نسبت به برخی از خویشاوندان خود دارای اجتماع کمتری است و معمولاً در گروه‌های کوچک خارج از فصل تولید مثل قرار می‌گیرد. پرواز آن سریع و مستقیم است.

## پرورش
طوطی‌های آویزان بهاری در حفره درختان لانه می‌کنند. لانه‌ها با تکه‌های برگ پوشیده شده‌اند. معمولاً سه تخم در یک لانه وجود دارد. رنگ تخم سفید است. ماده به مدت ۲۰ روز تخم‌ها را جوجه کشی می‌کند و جوجه‌ها حدود ۳۳ روز پس از جوجه ریزی از لانه خارج می‌شوند.

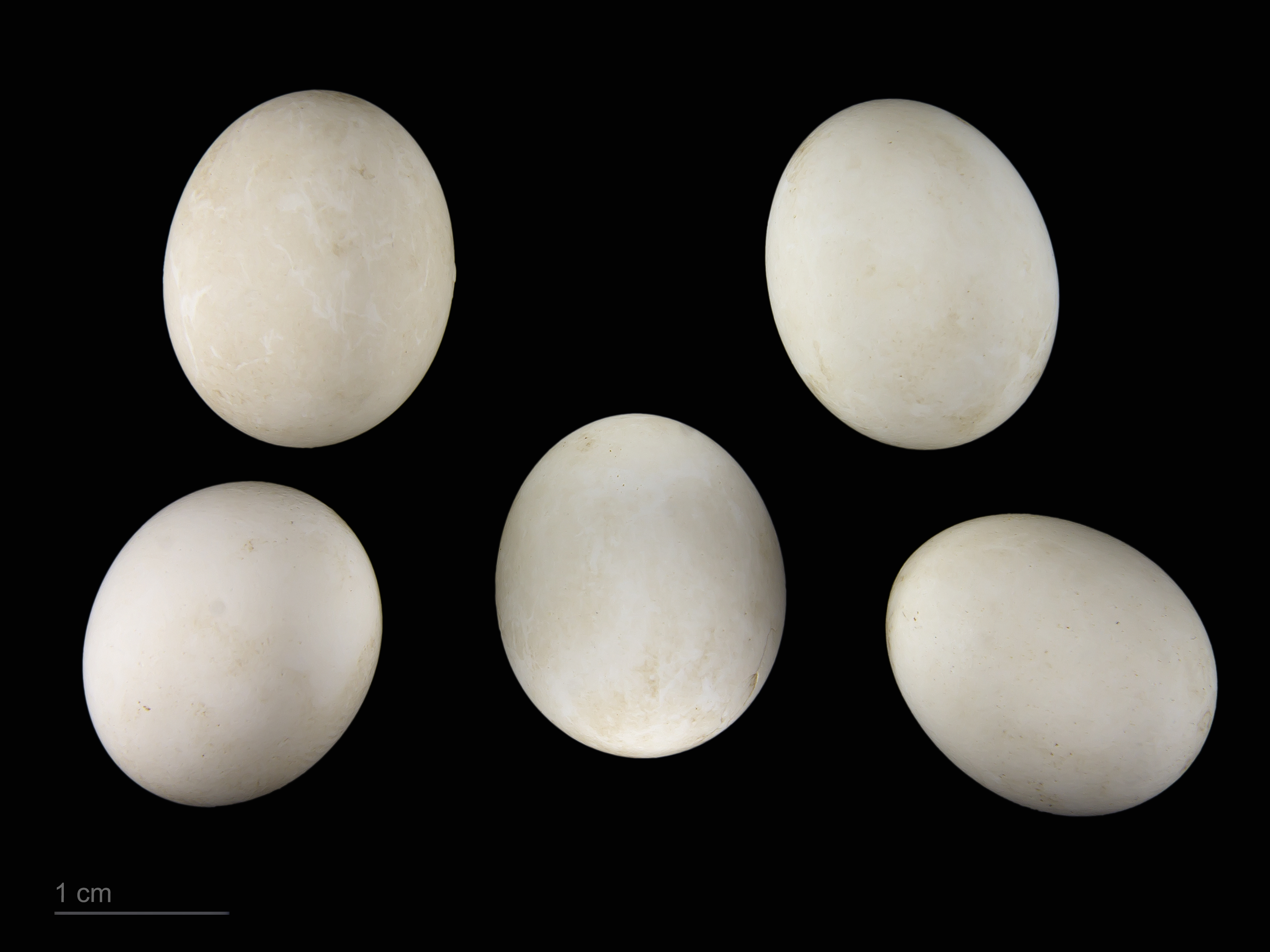
لوریکولوس ورنالیس - موزه تولوز